# Mesarthim

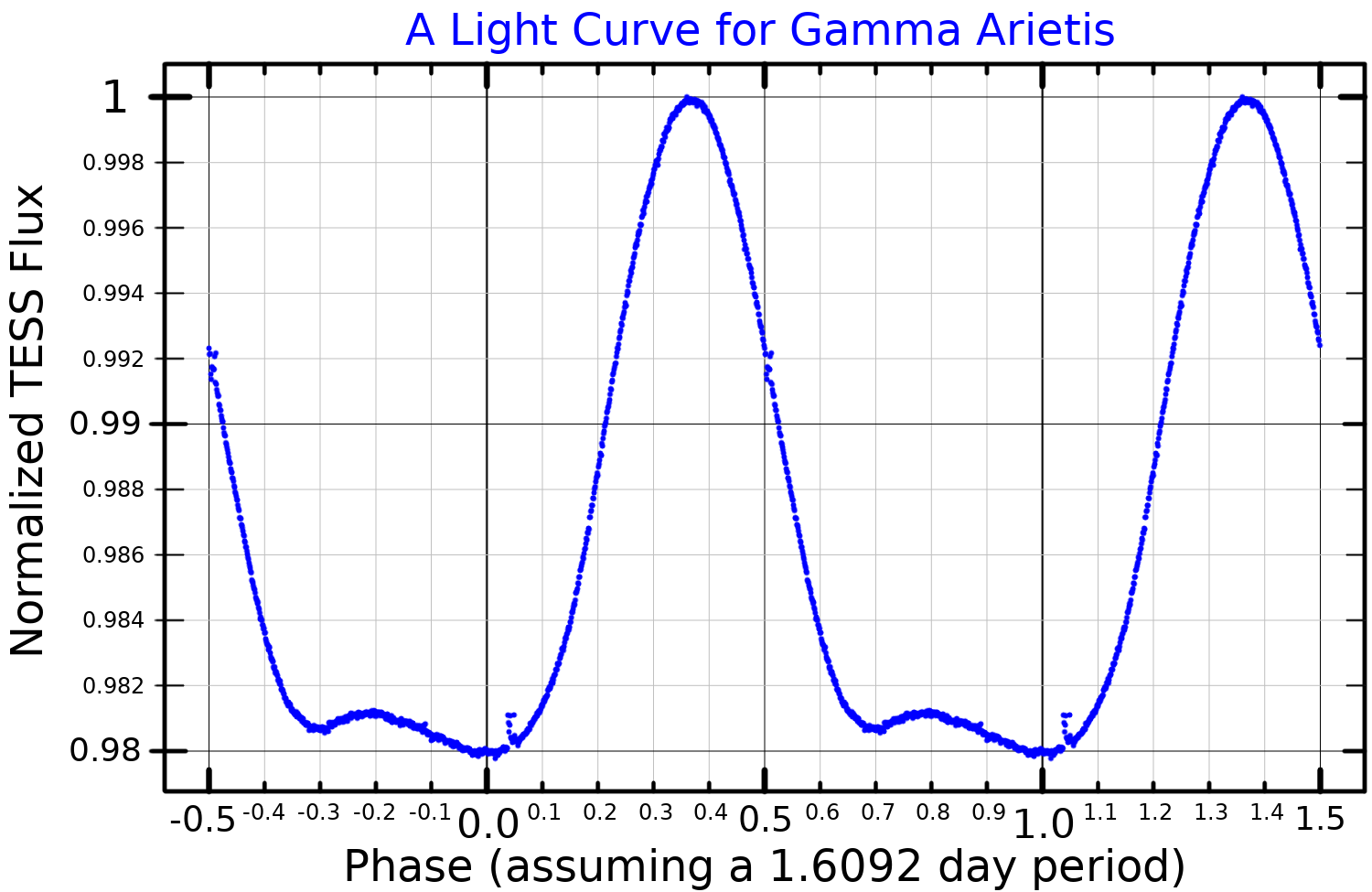
Lichtkromme van Mesarthim

Mesarthim (gamma2 Arietis) is een ster in het sterrenbeeld Ram (Aries). Het is een Alpha2 Canum Venaticorum variabele.
De ster maakt deel uit van de Pleiadengroep.